# Jasmin Huriwai
Pas d'image ? Cliquez ici

a Compétitions nationales et continentales officielles uniquement.

b Matchs officiels uniquement.
Jasmin Huriwai, née le 27 septembre 1993 à Auckland (Nouvelle-Zélande), est une joueuse australienne de rugby à XIII et internationale australienne de rugby à XV évoluant au poste de demi de mêlée.

## Biographie
Jasmin Huriwai naît le 27 septembre 1993 à Auckland en Nouvelle-Zélande.
En 2023, elle joue pour la franchise des Brumbies en Super Rugby Women's. Cette année-là, elle fait ses débuts internationaux avec l'Australie contre les Fidji.
À l'automne 2023, elle participe en Nouvelle-Zélande au WXV sous les couleurs de l’Australie.